# Eva Kollisch

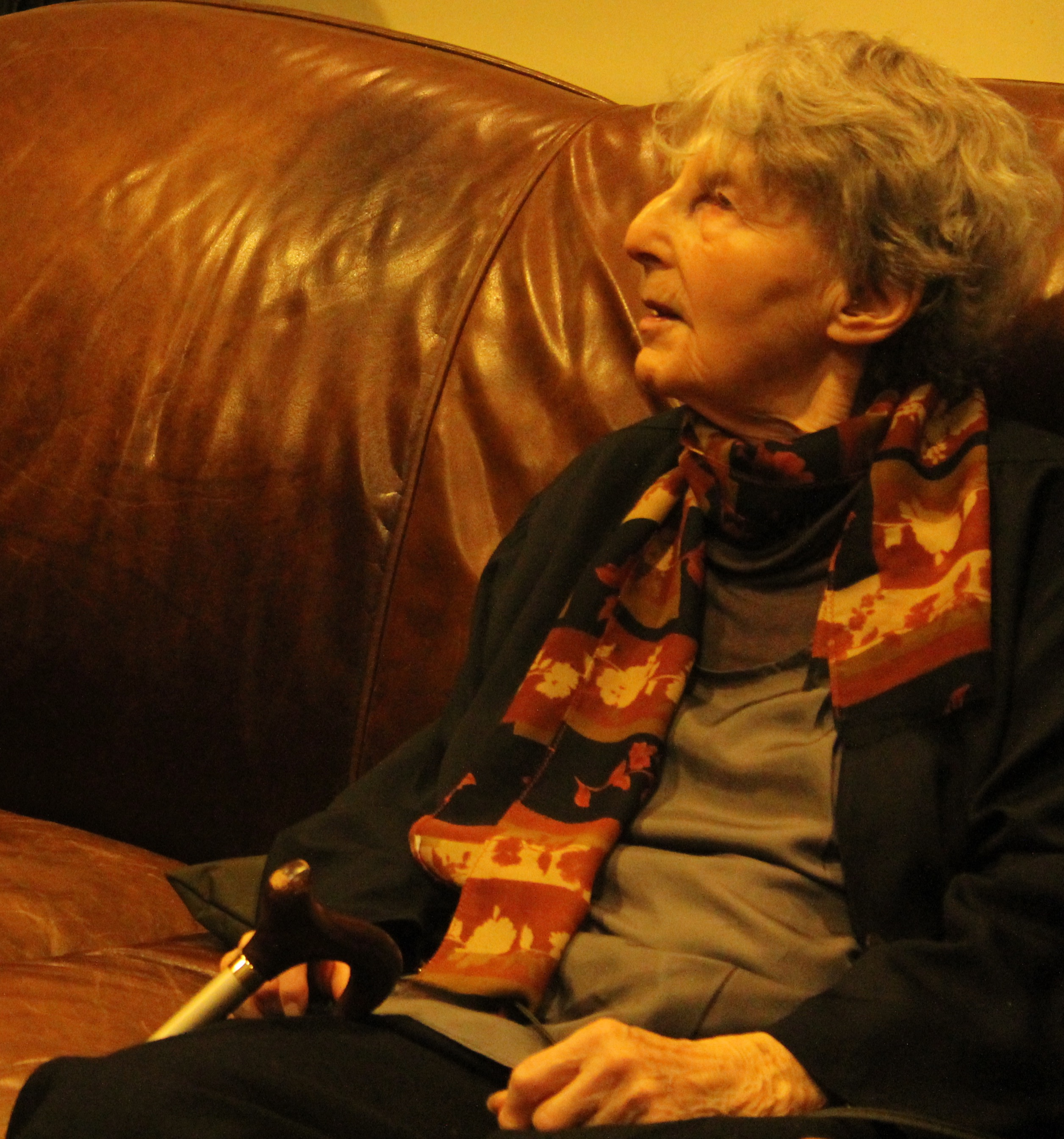
Eva Kollisch

Eva Kollisch (geboren 17. August 1925 in Wien; gestorben 10. Oktober 2023 in New York City) war eine österreichisch-US-amerikanische Schriftstellerin, Literaturwissenschaftlerin und Germanistin, Pazifistin und Feministin.

## Leben und Wirken
Eva Kollisch wurde als Tochter der Schriftstellerin Margarete Kollisch (1893–1979), geborene Moller, und des Architekten Otto Kollisch (1881–1952) geboren. Ihre Schulzeit verbrachte sie in Baden. Im Juli 1939 flüchtete sie mit einem Kindertransport nach Großbritannien und konnte 1940 mit ihren beiden Brüdern Peter und Stephan weiter in die Vereinigten Staaten emigrieren, wo die Eltern schon im November 1939 Zuflucht gefunden hatten.
In New York City war sie von 1941 bis 1946 Mitglied der trotzkistischen Workers Party und mit dem Neffen von Max Shachtman, dem Parteiaktivisten und Autor Stanley Plastrik, einer der Herausgeber der Zeitschrift Dissent, verheiratet. 1950 eröffnete sie gemeinsam mit ihrem zweiten Ehemann, dem Maler Gert Berliner (* 1924) und anderen, wie dem Maler David Grossblatt, das kollektiv geführte Café Rienzi, 107 MacDougal Street in Greenwich Village. Das Café war eine Art Mekka der New Yorker Bohème und es kamen Gäste wie James Baldwin, Jack Kerouac, Bob Dylan und andere Beatniks. Der Science-Fiction Autor Chester Anderson trat als Musiker auf.
Kollisch studierte Germanistik und Literaturwissenschaften am Brooklyn College und später an der Columbia University. Danach führte sie gemeinsam mit Gerda Lerner und Joan Kelly einen Lehrplan für Frauenforschung am Sarah Lawrence College ein. An diesem College wurde sie schließlich Professorin und unterrichtete englische, deutsche, vergleichende und Frauenliteratur.
Aus ihrer Ehe mit Gert Berliner stammt der Sohn Uri Berliner, der Journalist wurde. Die emeritierte Wissenschaftlerin und Autorin war bis zu ihrem Tod politisch aktiv. Sie lebte seit den 1980er Jahren mit ihrer Lebensgefährtin, der amerikanischen Dichterin Naomi Replansky (1918–2023) in der Upper West Side in New York City zusammen. Die beiden heirateten 2009.
Kollisch war 2012 Preisträgerin des Theodor-Kramer-Preises.
Eva Kollisch starb am 10. Oktober 2023 in ihrer Wohnung in Manhattan an einer Infektion im Brustbereich (chest infection).

## Werke (Auswahl)
- Girl in movement: a memoir. V.T., Thetford 2000; Mädchen in Bewegung. Wien 2003 (deutsche Übersetzung)
- The ground under my feet. Maplewood, N.J. 2007; Der Boden unter meinen Füssen. Wien 2010 (deutsche Übersetzung)